# Valanga cheesmanae
Valanga cheesmanae är en insektsart som beskrevs av Boris Petrovich Uvarov 1932. Valanga cheesmanae ingår i släktet Valanga och familjen gräshoppor. Inga underarter finns listade i Catalogue of Life.